# Rudolf Vrba
Rudolf Vrba (születési neve: Walter Rosenberg; Nagytapolcsány, Csehszlovákia, 1924. szeptember 11. – Vancouver, Kanada, 2006. március 27.) az auschwitzi koncentrációs táborban volt zsidóként fogoly. Egy másik fogollyal együtt azon kevesek között volt, akiknek sikerült megszökniük onnan. Tőlük származik az auschwitzi jegyzőkönyvek vagy jelentések egyike, amelyek feltárták a világ előtt a nácik által ott elkövetett atrocitásokat, különösen a zsidók gyilkolásának népirtás jellegét.
Szökése után harcolt a második világháború végéig Csehszlovákia német megszállói ellen, majd a háború után biokémikus lett. Csehszlovákiában, majd sorban Izraelben, az Egyesült Királyságban és Kanadában folytatott kutatómunkát, utóbbiban pedig egyetemi oktató is volt. Emellett részt vett német háborús bűnösök leleplezésében és megbüntetésében.

## Élete

### Deportálása előtt
Walter Rosenberg szülei Elias és Helena Rosenberg voltak. Még két fiuk és egy lányuk volt. A családnak fűrésztelepe volt a Gölnicbánya közelében fekvő Jekelfalván. Amikor a gyerek hároméves volt, Nagyszombatra költöztek. Walter Pozsonyban járt gimnáziumba. 1939-ben Szlovákia független állam, de Németország csatlósa volt, és antiszemita törvényei voltak. Ezért kizárták a gimnáziumból, és Nagyszombaton lett segédmunkás. Ugyanakkor otthon tanult tovább egyedül, főleg kémiát, angol nyelvet és oroszt. Abban az időben ismerte meg jövőbeli feleségét, Gerta Sidonovát.
1942 februárjában a szlovák hatóságok bejelentették, hogy zsidókat fognak úgymond „áttelepíteni” a németek által elfoglalt Lengyelországba. Az akkor tizenhét éves fiatalember elhatározta, hogy Angliába megy csatlakozni a csehszlovák emigráns kormánnyal ott lévő csehszlovák hadsereg megmaradt állományához. Magyarországon és Jugoszlávián át akart odajutni, és ha nem tudott volna Jugoszláviából tovább menni, ott csatlakozott volna a partizánokhoz. Március elején el is indult kockáztatva letartóztatását, mivel zsidóknak nem volt szabad utazniuk. Illegálisan átlépte a magyar határt Galántánál, de csak Budapestig tudott menni. Kevés idő után visszaindult Nagyszombatra, de amikor elindult a zöldhatáron Szered felé, magyar határőrök elfogták. Megkínozták, ki akarva csikarni belőle, hogy kém. Bevallotta, hogy zsidóként menekülni akart, és végül a zöldhatárra vitték. Ott előbb meg akarták ölni, de végül elengedték. A futástól elcsigázva összeesett, szlovák határőrök találtak rá, akik letartóztatták, majd a nyitranováki gyűjtőtáborba került, ahol a foglyokat Lengyelországba szállításukig tartották.
A gyűjtőtáborban volt egy munkatábor is, ahova azok a zsidók kerültek, akiket az országban való dolgoztatásra tartottak. Vrba szökésre gondolt, és kihasználta azt, hogy az ottani konyháról kellett ételt szállítania a gyűjtőrészlegbe. Hat héten át készült a szökésre, és meg is szökött, egy fogolytársával együtt, de Nagytapolcsányon elfogták a csendőrök, és visszakerült a gyűjtőtáborba.

### Deportálása

#### Majdanekben
1942. június 14-én Rosenberget betették egy transzportba, amelyet a Lublin melletti majdaneki koncentrációs táborba vittek.
Majdanekben Rosenberget segédmunkásként dolgoztatták a tábor kiterjesztésére folyó építkezésen. Annyira elégtelen volt az élelmezés, hogy a nehéz fizikai munka a gyengébb foglyok életébe került. Ott volt az egyik bátyja is. Látta is, de nem tudott találkozni vele. Akkor látta utoljára.
A táborban bejelentették, hogy 400 embert mezőgazdasági munkára fognak vinni, amelyre jelentkezni lehetett. Rosenberg ezt tette.

#### Auschwitzban
Valójában a 400 embert június 27-én Auschwitzba vitték.
Szerencséje volt, hogy néhány napra odakerülése után, mivel jól tudott németül, egyike a nagyon ritka jóindulatú kápóknak bevette a felügyelete alatt dolgozó foglyok csoportjába. Abban a raktárban kellett dolgoznia, ahol az SS-eknek szánt élelmiszert tárolták. Ez kiváltságossá tette, mivel amíg lehetett, kápójával együtt lopkodtak az élelmiszerekből, és nem betegedett meg, amikor flekktífusz járvány robbant ki, mert munkahelye miatt biztosított volt számára a tisztálkodás.
A jó kapcsolatok meghatározóak voltak a túléléshez. Vrba szerencséje az volt, hogy kezdettől fogva kialakultak ilyen kapcsolatai a tábor adminisztrációjában használt foglyokkal, akik egyre nélkülözhetetlenebbek voltak az SS-ek számára, amint a foglyok száma szaporodott. A funkciós foglyok hierarchiája leképezte az SS-ekét. A legmagasabb rangúak a legrégebbiek közül származtak. Voltak közöttük köztörvényes bűnözők, de politikai foglyok is. Ezek egy része kapcsolathálózatot fejlesztett ki, hogy segítsenek egymásnak és másoknak is. A funkciós foglyoknak bizonyos kiváltságaik voltak: nem kellett fizikai munkát végezniük, jobb élelmezésük volt, az SS-ek eltűrték, hogy ruházatuk egy része a deportáltaktól elkobzott legyen. Rangjuktól függően bizonyos hatalmuk volt a többi fogoly felett, de azt is megengedték nekik, hogy maguk válasszanak ki foglyokat könnyebb munkára sőt, az alacsonyabb funkciókra is, mint például barakk írnokának.
Miután Rosenberg kápóját megbüntették egy ellopott lekvárosláda miatt, amit kiéhezett fogoly nőknek adott, Rosenberget áttették az IG Farbenhez tartozó Buna gyár építkezésére, amely Monowicében folyt embertelen körülmények között. Naponta vitték oda a foglyokat vonattal marhavagonokba zárva. A visszaúton magukkal kellett vinniük az aznap meghaltakat és megölteket is. A rendkívül nehéz munkában Rosenbergnek csak az első fél munkanapon volt része. Ismét szerencséje volt, mivel egy munkavezető könnyebb munkára vette magához.
1942 augusztusának vége felé egy, már régebben Auschwitzban fogoly honfitárs felhasználta a foglyok által Kanadának nevezett részlegbeli kápókkal való kapcsolatát arra, hogy Rosenberg is odakerüljön. Ott a táborba érkező deportáltak poggyászából származó dolgokat szortírozták. Kegyetlen büntetéseket kockáztatva a foglyoknak olykor sikerült ellopniuk főleg élelmet, amit helyben megettek, ritkábban kicsempésztek, ami megnövelte a túlélési esélyeiket azzal is, hogy hasznos kapcsolatokat tudtak létesíteni adva más foglyoknak kicsempészett dolgokat.
A Kanadában a férfiaktól elkülönítve fogoly nők is dolgoztak. Egyes ruhaneműket át kellett vinni az ő részlegükbe, és erre a főkápó Rosenberget használta. Ugyanakkor szerelmi viszonyt kezdett a nők főkápójával, aki mindenféle holmikat kért szeretőjétől. Ezeket is Rosenbergnek kellett átvinnie. Ezen rajtakapta az ottani SS-parancsnok. Tudta, hogy Rosenberg nem szerezhetett ilyeneket, és negyvenhét botütéssel próbálta kicsikarni belőle, hogy ki bízta meg. Rosenberg nem mondta meg, a főkápó megmenekült, de Rosenberg az ún. kórházba került, ami általában a halált jelentette. Úgy menekült meg, hogy a főkápó összeköttetései révén elérte, hogy Rosenberget viszonylag jól kezeljék a kórházban. Fogoly orvosok dolgoztak ott, akik meg is műtötték. Ezt túlélte és azt is, amikor egy SS-orvos kiválogatta elgázosításra azokat a betegeket, akik szerinte már nem lehettek munkaképesek.
Összeköttetését kihasználva a Kanada főkápójával Rosenberg visszakerült az ottani foglyok barakkjába, de már nem dolgozhatott a Kanadában, és a főkápó arra a rámpára osztotta be, amelyhez a deportáltakat szállító vonatok érkeztek. Nyolc hónapon át dolgozott ott, ahol a deportáltak poggyászát rakták ki a vagonokból. Annyiban volt viszonylag jó dolga, hogy a munka nem volt nehéz, és élelemhez juthatott a poggyászokból, de lelkileg megviselte, mivel tanúja volt azok kiválasztásának, akikre azonnali elgázosítás várt.
Amikor újra felütötte fejét a tífusz a táborban, Rosenberg is megbetegedett. Hogy ne kerüljön a kórházba, ahol a tífuszos betegeket fenolinjekcióval megölték, a Kanadában dolgozó barátai segítettek neki odamenni, mivel nem állt jól a lábán, és elrejtették a nők részlegében, ahol napközben maradt, és este visszasegítették a barakkba. A lányok élelmezték és orvosságot is szereztek neki. Mégis három nap után már nem tudott lábra állni, és a barakkban kellett maradnia, ami csak a barátainak köszönhetően volt lehetséges. Ezek orvosságot is szereztek neki, amit injekcióban kellett beadni. Ezt megtette egy, a kórházban dolgozó ápoló. Tőle tudta meg, hogy mindazok, akik segítettek rajta, a táborban létező földalatti szervezethez tartoztak, többnyire politikai foglyok, akik még a háború előttről jártak meg több koncentrációs tábort. Ezzel Vrbát is fokozatosan kezdték bevonni a földalatti szervezetbe. Amikor kezdett felépülni, újra a Kanadában dolgozhatott egy olyan helyen, ahova a Kanada parancsnoka nem szokott benézni. Mégis egyszer meglátta, felismerte, de békén hagyta.
Rosenberg meg akart szökni, de nem csak azért, hogy szabad legyen, hanem azért is, hogy tudassa a világgal azt, ami Auschwitzban történik. Már amikor a rámpán dolgozott, igyekezett megjegyezni a különböző transzportokkal érkezők hozzávetőleges számát. Auschwitz I-ről már sokat tudott, de majdnem semmit Auschwitz II–Birkenauról. Ezért, amikor egy napi ottani munkára önkénteseket kerestek, ő is jelentkezett. Az ottani deportáltaktól elvett ruházatot kellett átvenniük a Kanada számára, de már akkor láthatott nagyobb szörnyűségeket, mint Auschwitz I-ben.
A Kanadában dolgozók értékes ékszereket és mindenféle valutát is találtak a poggyászokban. Ezekből is sikerült kicsempészni, és szabályzatukat megszegve SS-ek is megtartottak maguknak belőlük. Ez kitudódott, és a Gestapo kivizsgálásba kezdett. Ennek egyik következménye az volt, hogy az ott dolgozókat átvitték Birkenauba.
Még Auschwitzban a földalatti szervezet egyik tagja megadta Rosenbergnek két Birkenauban raboskodó társa nevét, és ő felvette velük a kapcsolatot. Az egyik szólt neki arról, hogy a halottasházban egy Alfréd Wetzler nevű szlovákiai az írnok. Ezt látásból és névleg ismerte Rosenberg, mivel ő is nagyszombati volt. Baráti kapcsolatba léptek.
Rosenberg újból a rámpán dolgozott, bár Birkenauban lakott, és most látta azt is, hogy hová viszik a megölésre szánt deportáltakat, hiszen a gázkamrák Birkenauban voltak. Folytatta adatok megjegyzését a megöltek számáról. Most Wetzler és barakkok írnokai is közreműködtek ebben. Kiváltságos ismerősei révén, köztük egy kápóvá lett cseh politikai fogollyal, helyzete viszonylag jó volt, egyelőre azzal, hogy több élelemhez jutott.
1943 júniusában Rosenberg újra megbetegedett tífuszban. Ekkor könnyebben megúszta, majd Wetzler segédírnoka lett. Ez nagyobb mozgásszabadságot jelentett számára, a tábor főírnokának a könyveihez is odafért, és így könnyebb volt adatokhoz jutnia. Hat hétre rá karanténtábort létesítettek, és ennek írnoka lett. Most még jobb volt a helyzete, már bricsesz nadrágot és lovassági csizmát viselhetett a csíkos felsőruhával együtt.
1943. szeptember 7-én Birkenauba hoztak egy transzportot a theresienstadti koncentrációs táborból, és egy külön táborba helyezték őket. Együtt hagyták benne a családokat és viszonylag humánus bánásmódban részesítették őket. Decemberben újabb transzport jött onnan. A földalatti szervezet annyit tudott meg, hogy az SS-ek hivatalosan hat hónapi karanténban fogják tartani őket, ami „különleges kezeléssel” fog végződni. Az őket elválasztó szögesdrót kerítésen át Rosenberg beszélni tudott a theresienstadtiakkal. Megismert egy lányt, akibe szerelmes lett, és az is belé. Ugyanakkor összekötő lett az új deportáltak és a szervezet között. Ennek főnöke sejtette, hogy a hat hónap elteltével azokat meg fogják ölni, és Rosenbergen keresztül kapcsolatba lépett az új táborbeli földalatti mozgalommal. Amikor biztos lett abban, ami történni fog, Rosenbergen keresztül azt tanácsolta, hogy az ottani mozgalom tagjai lázítsák fel a társaikat, amikor a gázkamrák felé fogják vinni őket, és akkor a régebbi birkenaui földalattiak is csatlakozni fognak a lázadáshoz, bár nem lehetett tudni, hogy azután életben marad-e valaki vagy sem. Március 5-én azt a tábort, amelyben Rosenberg volt írnok, kiürítették a funkciós foglyokon kívül, és áttették oda a theresienstadtiak első csoportját. 7-én reggel a földalatti szervezet megpróbálta rávenni Fredy Hirschet, aki a gyerekekkel foglalkozott, hogy ő vezesse a lázadást. Hirsch gondolkodási időt kért, de később tisztázatlan körülmények között mérgezés következményeként meghalt, és még aznap a theresienstadtiak első csaknem egész csoportját elgázosították anélkül, hogy fellázadtak volna. Rosenberget nagyon megrázta első szerelmének megölése.
Még a theresienstadtiak táborának létezése idejében, 1944. januárjában Rosenbergnek volt egy alkalma megszökni. Egy Blockälteste (fogoly barakkfőnök) ajánlotta fel neki, aki egy SS-szel egyezett meg, hogy ez teherautóval kiviszi a táborból és ő is dezertál. Rosenberg várta az autót a megbeszélt helyen, de az késett, és ő eltávolodott onnan azzal, hogy később visszamegy, de az autó eközben megérkezett és, mivel Rosenberg nem volt ott, elment nélküle. Még aznap visszahozták a szökevény holttestét.
Egy másik alkalom akkor volt, amikor egy másik SS, aki jó viszonyban volt Wetzlerrel, felajánlotta neki, hogy kiviszi őt, miután SS-tiszt egyenruhába öltözteti. Wetzler megmondta ezt Rosenbergnek, aki lebeszélte azzal, hogy nem lehet megbízni egy SS-ben. Erre az SS Rosenbergnek ajánlotta fel a lehetőséget, de ő visszautasította. Végül az SS kivitt egy foglyot a theresienstadtiak közül, és a szökés sikerült.

### A szökés

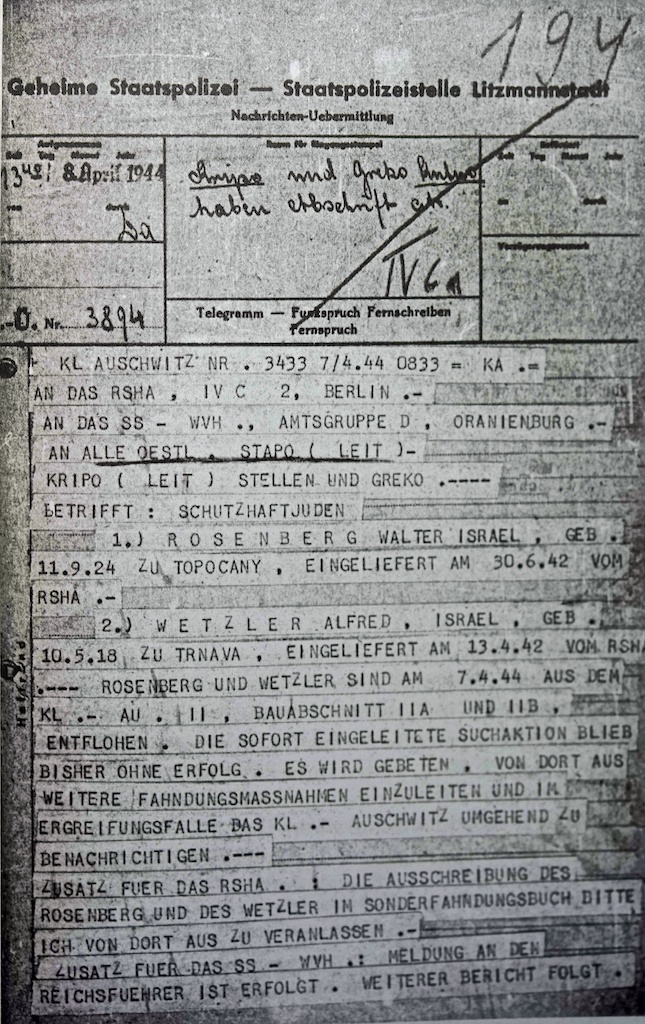
1944. április 8-i, a szökést jelentő Gestapo távirat

1944 tavaszán Rosenberg és Wetzler elhatározták, hogy meg fognak szökni. Több társuk segített nekik beszerezni a szökésre szükséges dolgokat: ruhákat, élelmet, gyógyszereket, cigarettát stb. Volt már egy rejtekhely deszkák között a tábor külső és belső kerítése között, ahol éppen építkeztek, és nem őrizték éjjel. Használta már négy fogoly, akik három napig rejtőzködtek ott megszökésük előtt, de egy hét múlva elfogták őket.
Április 7-én Vrba és Wetzler elrejtőzött és két társuk visszarendezte a deszkákat, hogy álcázzák a rejtekhelyet. Tudták az előző szökések nyomán, hogy az SS-ek három napig keresik a szökevényeket a tábor területén, következésképpen április 10-én este bújtak ki a rejtekhelyükről.
A két szökevény csak gyalog ment, kerülve a nyílt terepeket és a településeket, lehetőleg erdőkben és inkább éjjel. Nagyjából a Soła folyót követték, mely a Lengyelország és Szlovákia közötti hegyekből ered. Néhányszor majdnem elfogták őket, és egyszer német tábori csendőrök feléjük lőttek, de nem találták el őket. Olykor ételt kaptak és aludhattak elszigetelt házakban lakó lengyel parasztoknál. Ezek közül az utolsó a szlovák határig vezette őket.

### A szökés után
Vrba és Wetzler április 21-én lépték át a határt és egy földjét szántó sziklaszorosi paraszttal találkoztak. Ez megvendégelte őket és értesítette arról, hogy a közeli Csaca városban van egy zsidó orvos, majd elvitte őket hozzá. Akkoriban Szlovákiában ideiglenesen le voltak állítva a deportálások. Vrba véletlenül ismerte az orvost. Ez értesítette a hatóságok utasítására létrehozott Szlovákiai Zsidó Tanácsot a szökevények érkezéséről. Vrba és Wetzler Zsolnára mentek, ahol találkoztak a tanács képviselőivel, akik Pozsonyból jöttek meghallgatni őket. Elmondták, amit megismertek az auschwitzi táborról, és Vrba a majdanekiről is, a hallottakat pedig a tanács egyik képviselője írott jelentés formájában rögzítette.
A tanács utasítására a két barát hat hétig Liptószentmiklóson lakott hamis papírokkal és a tanács által biztosított szerény jövedelemmel. Rosenberg papírjai Rudolf Vrba névre szóltak, később hivatalosan erre változtatta meg születési nevét.
1944 június közepe felé Vrbát és a lengyelországi Czesław Mordowiczot, aki május 27-én szökött meg Auschwitzból a szlovákiai Arnošt Rosinnal együtt, meghallgatta a Vatikán egyik képviselője. Úgy emlékeztek később, hogy ez a Vatikán szlovákiai képviselője volt, de valójában a svájci képviselőjéről van szó, aki akkor Szlovákiában tartózkodott.
Vrba Pozsonyba költözött, ahol Rosinnal lakott együtt. Egy szlovák csendőr segített nekik elkerülni az elfogást, aki iskolatársa volt Rosinnak.
1944 augusztusában Szlovákiában partizánok harcoltak a hatóságok ellen, ezért augusztus 29-én német csapatok elkezdték az ország megszállását. Ekkor tört ki ellenük a Szlovák nemzeti felkelés. Vrba részt vett benne és miután a felkelést leverték, partizánként harcolt tovább.

#### A Vrba–Wetzler jelentés
Wetzler és Vrba jelentése egyes forrásokban „Auschwitz-jegyzőkönyv” (Auschwitz Protocol), másokban „Auschwitz-jelentés” (Auschwitz Report) címen jelenik meg. Ez egyike annak a három jelentésnek, melyek az Auschwitz Protocols (Auschwitzi jegyzőkönyvek) vagy Auschwitz Reports (Auschwitzi jelentések) címen ismertek. Ezek Washingtonba is eljutottak, a Háborús Menekültek Hivatalába. 1944. november 18-án angol nyelvű változatukat a hivatal gépelt szöveg alakjában eljuttatta a sajtóhoz. Ebben az alakban a Vrba–Wetzler jelentés 27 és fél oldalt foglal el a dokumentum összesen 57 oldalából. November 26-án a hivatal kiadta a három jelentést egy 30 oldalas könyv alakjában. Ebben a jelentés a 7-től a 18. oldalig terjed, és az első két fejezetét képezi annak, ami Report No. 1 The Extermination Camps of Auschwitz (Oswiecim) and Birkenau in Upper Silesia (1. sz. jelentés Az auschwitzi (oswiecimi) és birkenaui megsemmisítő táborok Felső-Sziléziában) címmel jelent meg.

### A háború után
1945-ben Vrba újra felvette a kapcsolatot Gertával, akit deportálása előttről ismert. Mindketten egy olyan iskolában kezdték újra abbamaradt tanulmányaikat, melyet az állam az övékéhez hasonló helyzetű emberek részére hozott létre. Befejezése után Prágába mentek egyetemre és 1947-ben összeházasodtak. Vrba 1949-ben vegyész diplomát szerzett a 21. században Prágai Cseh Műszaki Egyetem nevű intézményben. Biokémiai kutatással doktorált ugyanott 1951-ben, majd a Csehszlovák Tudományos Akadémián folytatott kutatásokat ugyanazon a területen és 1956-ban kandidátus lett. 1953 és 1958 között a Károly Egyetem Orvostudományi karán dolgozott. Akkoriban vált el feleségétől. Két lányuk született, 1952-ben, illetve 1954-ben.
1958-ban nemzetközi tudományos konferenciára hívták meg Izraelbe, és disszidált. Két évig a rehovoti Weizmann Tudományos Intézetben dolgozott, de 1960-ban Angliába ment, ahol a Brit Orvosi Kutatások Tanácsának tagja lett.
1961-ben, amikor Adolf Eichmannt bíróság elé állították, Vrba felkereste a londoni Daily Herald napilapot, hogy elbeszélje tapasztalatait. Alan Bestic újságíró mutatott érdeklődést ez iránt, és öt folytatásban megírta történetét I Warned the World of Eichmann's Murders (Figyelmeztettem a világot Eichmann bűntetteiről) címmel. Tanúvallomást is írt a per számára Izrael nagykövetségén. 1963-ban saját nevén, Alan Besticcel megjelent visszaemlékezéseinek első kiadása I Cannot Forgive (Nem tudok megbocsátani) címmel. 1964-ben Vrba is tanúskodott az 1963–1965-ös Frankfurti Auschwitz-perekben.
1966-ban Vrba brit állampolgár lett, de 1967-ben Kanadába költözött és a Kanadai Orvosi Kutatások Tanácsának dolgozott. 1972-ben megkapta a kanadai állampolgárságot, majd 1973-ban a Harvard Egyetemhez tartozó Orvostudományi Iskolában volt adjunktus 1975-ig. Ugyanabban az évben összeházasodott Robinnal, akit ott ismert meg. Kanadába, Vancouverbe mentek, ahol 1976-tól társult professzorként farmakológiát adott elő a British Kolumbiai Egyetem Orvostudományi Fakultásán.
1978-ban a new yorki Central Parkban interjút készített vele Claude Lanzmann Shoah című filmje számára.
1982-ben tragikus körülmények között meghalt Pápua Új-Guineában nagyobbik lánya, dr. Helena Vrbova, aki maláriakutatást végzett ott.
1985-ben Vrba újra tanú volt, ezúttal Torontóban egy holokauszttagadó perében.
Az 1990-es évek elején fejezte be tanári és kutatói pályáját a British Kolumbiai Egyetemen, melynek során 50-nél több munkát publikált az agy kémiája, a cukorbetegség és a rák terén. 2006-ban halt meg rákban.

## Kitüntetései
A háború után Vrba három kitüntetést kapott a Szlovák nemzeti felkelésben való részvételéért: a Bátorságért Érdemérmet, a Szlovák Nemzeti Felkelés Érdemrendje 2. fokozatát és a Csehszlovák Partizánok Becsület Érdemérmét. 2007-ben posztumusz tüntették ki a Fehér Kettőskereszt Érdemrend 1. fokozatával.
1998-ban a Haifai Egyetem tiszteletbeli doktora lett.